# 西学中源说
西学中源说，是一种学说，指西方的文明或科学文化源于中国古代，兴起于明清之际西学东渐时，至晚清，西学大规模进入中国，此说再次盛行。

## 历史
明朝后期，随着天主教传教士来华，传入了西方学术。围绕着“西学”及“中学”，产生了种种争论。西学中源说即是其中一种。
明末中国文人对外界较为无知，严防夷夏之辨。耶稣会传教士利玛窦为了有利于传教，不仅以中国儒家经典佐证基督教教义，也提出西方科学和中国上古科学的相通之处。仰慕西学的中国学者也多附和此说法：李之藻便以曾子“天圆地方”之说与西方地圆说相互印证、徐光启指出西洋测量诸法与《周髀》和古《九章》中的“句股”、“测望”等方法略同、熊明遇也以为西学是“古神圣蚤有言之者”，并将《黄帝内经》中歧伯的“地在天中，大气举之”之说同西洋地圆说相提并论。
其中，熊明遇认为中西学说吻合，进而推断西方天文学是从中国上古传去，可能是西学中源说的最早提倡者。此外，明末清初的学者方孔炤、方以智、方中通、黄宗羲、王夫之、王锡阐、陈荩谟等均支持西学中源说，其中有提倡吸收西学的，也有黜拒西学的。
到了清初，中西学之争颇为激烈，导致清初历算学者（如杨光先）于西学的排斥和疑虑感较明末士人（如徐光启等）远有过之。但康熙历狱事件使康熙帝崇信西方天文学及数学，并曾向耶穌會士南懷仁、白晉、張誠等传教士學習西學。康熙的著作《三角形推算法論》，对于西学中源说的推广起到過要作用。經過康熙的提倡和梅文鼎的论述，西学中源说成為欽定的論點，影響於清代學術甚巨。
鸦片战争后，西学中源说在清末再次盛行，提倡变法的洋务派奕䜣、李鸿章、郭嵩焘等都支持西学中源说。此外，也有学者通过西学中源说来否认西学，坚持中学的正统地位。此时期支持西学中源说的著作，有刘岳云的《格物中法》和王仁俊的《格致古微》等。
進入21世紀，西學中源說在中國大陸得到進一步拓展，是為中國起源論。中國起源論是宣稱中國為其他國家文化發源地的觀點，具體表現包括將西方國家乃至世界的文化與技術指稱為中國所創造和發明，宣稱他國名人是中國人的後代，以及宣稱某名人具有中國血統等。中國起源論亦是西方偽史論拓展出的分支。2013年，何新出版了《希臘偽史考》一书认为希腊历史中存在大量伪造，於是，西方偽史論逐渐于中文互联网传播开来。2015年，杜钢建提出湖南文明中心论，认为人类并非起源自非洲，而是起源于湖南。2017年，杜鋼建出版《文明源頭與大同世界》，書中宣稱古希臘人、古羅馬人等來自中國。2019年7月，「世界文明起源研究促進會」在北京授牌成立，杜鋼建被推選為會長。英籍華裔学者诸玄识在北京举行的「中国国际前沿教育高峰论坛」上表示15世纪以前的欧洲没有历史，西方文明参照中国文化伪造了古希腊、古埃及和古罗马三个文明。该次会议上还发表了多份有关英语、英国人起源于中国的报告。

## 影响
有学说认为，中西文明碰撞以来，一部分主张学习西方的人，为了破除阻力，提出西学中源，把一切需要引进的西学都说成是中国古已有之，现在不过是“礼失求诸野”，不必大惊小怪，更不是离经叛道。 持此观点的学者认为，清初天文学家对于天主教持排斥心理，但又不可否认中国传统历算学已大为落后于西方数学。在此背景下，清初的数学家们得益于“西学中源”思潮，得以学习西方数学知识，而不至于有数典忘祖的风险。
相反，也有学说认为，“西学中源说”阻碍了中国对西学新知识的吸收。如阮元所编《畴人传》因秉持“西学中源说”，对西方科学的理解和接受就出现了偏差。
西学中源说后来也被一些“阿Q”式的人用来搞狭隘民族主义的自吹自擂。